# الدول الأعضاء في الاتحاد الأوروبي
الدول الأعضاء في الاتحاد الأوروبي (بالإنجليزية: Member states of the European Union)‏ هي الدول الـ 27 التي وقّعت على المعاهدات التأسيسية للاتحاد وبالتالي تشارك في امتيازات والتزامات عضوية الاتحاد الأوروبي. وافقت هذه الدول بموجب المعاهدات على تقاسم سيادتهم من خلال مؤسسات الاتحاد الأوروبي، في بعض جوانب الحكومة وليس جميعها. لكي بتبنى الاتحاد بعض السياسات يجب أن توافق حكومات الدول بالإجماع في مجلس الاتحاد، فيما عدى ذلك، يتم اتخاذ القرارات الجماعية عن طريق التصويت بالأغلبية. هذه الالتزامات وتقاسم السيادة داخل الاتحاد الأوروبي (يشار إليه أحيانًا باسم اتحاد فوق وطني) تجعله فريدًا بين المنظمات الدولية، حيث أنشأت نظامًا قانونيًا خاصًا به يكون بموجب أحكام المعاهدات التأسيسية ملزِمة قانوناً ‏ ولها الأولولية على جميع الدول الأعضاء (بعد حكم تاريخي لمحكمة العدل الأوروبية عام 1964 ‏). المبدأ التأسيسي للاتحاد هو مبدأ تفريع السلطة، مما يعني أن القرارات تُتخذ بشكل جماعي إذا وفقط إذا لم يكن من الممكن اتخاذها بشكل واقعي بشكل فردي.
ميزة أخرى بارزة وفريدة من نوعها للعضوية هي اختيار المفوضين في المفوضية الأوروبية، حيث يتم تعيينهم من قبل كل حكومة من حكومات الدول الأعضاء إلا أنهم لا يمثلون الدول الأعضاء فيها ولكن بدلاً من ذلك يعملون بشكل جماعي لصالح جميع الدول الأعضاء.
في الخمسينيات من القرن الماضي ، أسست ست دول المجموعات الأوروبية التي تختبر سلف الاتحاد الأوروبي (بلجيكا وفرنسا وإيطاليا ولوكسمبورغ وهولندا وألمانيا الغربية). انضمت الدول المتبقية في التوسعات اللاحقة. للانضمام، يجب على الدولة أن تفي بالمتطلبات الاقتصادية والسياسية المعروفة باسم شروط كوبنهاغن، والتي تتطلب أن يكون لدى الدولة المرشحة حكومة ديمقراطية واقتصاد سوق حر جنبًا إلى جنب مع الحريات والمؤسسات التي يتطلبها ذلك واحترام سيادة القانون. توسيع الاتحاد يتوقف أيضاً على موافقة جميع الأعضاء الحاليين واعتماد المرشح لمجموعة قوانين الاتحاد الأوروبي الحالية، والمعروفة باسم المكتسبات المجتمعية ‏ .
توقفت المملكة المتحدة، التي انضمت إلى سلف الاتحاد الأوروبي في عام 1973، عن كونها دولة عضو في الاتحاد الأوروبي في 31 يناير 2020. لم تنسحب أي دولة عضو أخرى من الاتحاد الأوروبي ولم يتم تعليق أي منها، على الرغم من مغادرة بعض التبعيات شبه المستقلة.

## قائمة
| العلم           | الاسم          | تاريخ الانضمام      | العاصمة    | أكبر مدينة   | عدد السكان | المساحة (كم²) | الناتج المحلي الإجمالي (مليون يورو) | العملة | معامل جيني | مؤشر التنمية البشرية | عدد المقاعد في البرلمان الأوروبي | اللغات                                           |
| --------------- | -------------- | ------------------- | ---------- | ------------ | ---------- | ------------- | ----------------------------------- | ------ | ---------- | -------------------- | -------------------------------- | ------------------------------------------------ |
| النمسا          | النمسا         | 1 يناير 1995        | فيينا      | فيينا        | 8٬978٬929  | 83٬855        | 447٬653                             | يورو   | 26٫7       | 0٫916                | 19                               | الألمانية                                        |
| بلجيكا          | بلجيكا         | 25 مارس 1957 (مؤسس) | بروكسل     | بروكسل       | 11٬631٬136 | 30٬528        | 552٬446                             | يورو   | 24٫9       | 0٫937                | 21                               | الهولندية الفرنسية الألمانية                     |
| بلغاريا         | بلغاريا        | 1 يناير 2007        | صوفيا      | صوفيا        | 6٬838٬937  | 110٬994       | 84٬561                              | ليف    | 38٫4       | 0٫795                | 17                               | البلغارية                                        |
| كرواتيا         | كرواتيا        | 1 يوليو 2013        | زغرب       | زغرب         | 3٬879٬074  | 56٬594        | 67٬386                              | يورو   | 29٫2       | 0٫858                | 12                               | الكرواتية                                        |
| قبرص            | قبرص           | 1 مايو 2004         | نيقوسيا    | نيقوسيا      | 904٬705    | 9٬251         | 27٬012                              | يورو   | 29٫4       | 0٫896                | 6                                | اليونانية التركية                                |
| جمهورية التشيك  | جمهورية التشيك | 1 مايو 2004         | براغ       | براغ         | 10٬516٬707 | 78٬866        | 276٬606                             | كرونة  | 24٫8       | 0٫889                | 21                               | التشيكية                                         |
| الدنمارك        | الدنمارك       | 1 يناير 1973        | كوبنهاغن   | كوبنهاغن     | 5٬873٬420  | 43٬075        | 376٬087                             | كرونة  | 27٫0       | 0٫948                | 14                               | الدنماركية                                       |
| إستونيا         | إستونيا        | 1 مايو 2004         | تالين      | تالين        | 1٬331٬796  | 45٬227        | 36٬181                              | يورو   | 30٫6       | 0٫890                | 7                                | الإستونية                                        |
| فنلندا          | فنلندا         | 1 يناير 1995        | هلسنكي     | هلسنكي       | 5٬548٬241  | 338٬424       | 266٬679                             | يورو   | 26٫6       | 0٫940                | 14                               | الفنلندية السويدية                               |
| فرنسا           | فرنسا          | 25 مارس 1957 (مؤسس) | باريس      | باريس        | 67٬842٬582 | 632٬833       | 2٬642٬713                           | يورو   | 29٫3       | 0٫903                | 79                               | الفرنسية                                         |
| ألمانيا         | ألمانيا        | 25 مارس 1957 (مؤسس) | برلين      | برلين        | 83٬237٬124 | 357٬386       | 3٬867٬050                           | يورو   | 31٫2       | 0٫942                | 96                               | الألمانية                                        |
| اليونان         | اليونان        | 1 يناير 1981        | أثينا      | أثينا        | 10٬603٬810 | 131٬990       | 208٬030                             | يورو   | 32٫4       | 0٫887                | 21                               | اليونانية                                        |
| المجر           | المجر          | 1 مايو 2004         | بودابست    | بودابست      | 9٬689٬010  | 93٬030        | 170٬247                             | فورنت  | 27٫6       | 0٫846                | 21                               | المجرية                                          |
| جمهورية أيرلندا | أيرلندا        | 1 يناير 1973        | دبلن       | دبلن         | 5٬060٬005  | 70٬273        | 502٬584                             | يورو   | 26٫9       | 0٫945                | 13                               | الإنجليزية الأيرلندية                            |
| إيطاليا         | إيطاليا        | 25 مارس 1957 (مؤسس) | روما       | روما         | 58٬983٬122 | 301٬338       | 1٬909٬154                           | يورو   | 32٫9       | 0٫895                | 76                               | الإيطالية                                        |
| لاتفيا          | لاتفيا         | 1 مايو 2004         | ريغا       | ريغا         | 1٬875٬757  | 64٬589        | 39٬081                              | يورو   | 34٫3       | 0٫863                | 8                                | اللاتفية                                         |
| ليتوانيا        | ليتوانيا       | 1 مايو 2004         | فيلنيوس    | فيلنيوس      | 2٬805٬998  | 65٬200        | 66٬833                              | يورو   | 35٫4       | 0٫875                | 11                               | الليتوانية                                       |
| لوكسمبورغ       | لوكسمبورغ      | 25 مارس 1957 (مؤسس) | لوكسمبورغ  | لوكسمبورغ    | 645٬397    | 2٬586٫4       | 78٬130                              | يورو   | 29٫6       | 0٫930                | 6                                | الفرنسية الألمانية اللوكسمبورغية                 |
| مالطا           | مالطا          | 1 مايو 2004         | فاليتا     | سانت بول باي | 520٬971    | 316           | 16٬870                              | يورو   | 31٫2       | 0٫918                | 6                                | المالطية الإنجليزية                              |
| هولندا          | هولندا         | 25 مارس 1957 (مؤسس) | أمستردام   | أمستردام     | 17٬590٬672 | 41٬543        | 941٬186                             | يورو   | 26٫3       | 0٫941                | 29                               | الهولندية الفريزية                               |
| بولندا          | بولندا         | 1 مايو 2004         | وارسو      | وارسو        | 37٬654٬247 | 312٬685       | 654٬644                             | زلوتي  | 26٫8       | 0٫876                | 52                               | البولندية                                        |
| البرتغال        | البرتغال       | 1 يناير 1986        | لشبونة     | لشبونة       | 10٬352٬042 | 92٬212        | 239٬253                             | يورو   | 33٫0       | 0٫866                | 21                               | البرتغالية                                       |
| رومانيا         | رومانيا        | 1 يناير 2007        | بوخارست    | بوخارست      | 19٬038٬098 | 238٬391       | 286٬427                             | ليو    | 34٫3       | 0٫821                | 33                               | الرومانية                                        |
| سلوفاكيا        | سلوفاكيا       | 1 مايو 2004         | براتيسلافا | براتيسلافا   | 5٬434٬712  | 49٬035        | 107٬730                             | يورو   | 20٫9       | 0٫848                | 14                               | السلوفاكية                                       |
| سلوفينيا        | سلوفينيا       | 1 مايو 2004         | ليوبليانا  | ليوبليانا    | 2٬107٬180  | 20٬273        | 58٬989                              | يورو   | 23٫0       | 0٫918                | 8                                | السلوفينية                                       |
| إسبانيا         | إسبانيا        | 1 يناير 1986        | مدريد      | مدريد        | 47٬432٬805 | 504٬030       | 1٬327٬108                           | يورو   | 33٫0       | 0٫905                | 59                               | الإسبانية الجليقية الكتالونية الأكستانية بشكنشية |
| السويد          | السويد         | 1 يناير 1995        | ستوكهولم   | ستوكهولم     | 10٬452٬326 | 449٬964       | 557٬531                             | كرونة  | 26٫8       | 0٫947                | 21                               | السويدية                                         |

## الدول الأعضاء السابقة
| العلم           | الاسم           | الانضمام     | الانسحاب      | العاصمة | أكبر مدينة | عدد السكان | المساحة (كم²) | الناتج المحلي الإجمالي (مليون يورو) | العملة        | معامل جيني | مؤشر التنمية البشرية | اللغات     |
| --------------- | --------------- | ------------ | ------------- | ------- | ---------- | ---------- | ------------- | ----------------------------------- | ------------- | ---------- | -------------------- | ---------- |
| المملكة المتحدة | المملكة المتحدة | 1 يناير 1973 | 31 يناير 2020 | لندن    | لندن       | 67٬025٬542 | 242٬495       | 2٬526٬615                           | جنيه إسترليني | 33٫5       | 0٫929                | الإنجليزية |

### المناطق النائية
هناك عدد من أقاليم الدول الأعضاء في الخارج والتي تعد جزءًا قانونيًا من الاتحاد الأوروبي، ولكن لديها استثناءات معينة بسبب بُعدها. تتمتع هذه "المناطق الأبعد" بتطبيق جزئي لقانون الاتحاد الأوروبي وفي بعض الحالات تكون خارج منطقة شنغن أو منطقة ضريبة القيمة المضافة في الاتحاد الأوروبي - ومع ذلك فهي من الناحية القانونية داخل الاتحاد الأوروبي. جميع هذه المناطق تستخدم اليورو كعملة.
| الإقليم         | دولة عضو | موقع            | المساحة (كم²) | سكان      | نصيب الفرد من الناتج المحلي الإجمالي (الاتحاد الأوروبي = 100) | منطقة القيمة المضافة الأوروبية | منطقة شنغن |
| --------------- | -------- | --------------- | ------------- | --------- | ------------------------------------------------------------- | ------------------------------ | ---------- |
| الأزور          | البرتغال | المحيط الأطلسي  | 2٬333         | 237٬900   | 66٫7                                                          | نعم                            | نعم        |
| جزر الكناري     | إسبانيا  | المحيط الأطلسي  | 7٬447         | 1٬715٬700 | 93٫7                                                          | لا                             | نعم        |
| غويانا الفرنسية | فرنسا    | أمريكا الجنوبية | 84٬000        | 161٬100   | 50٫5                                                          | لا                             | لا         |
| غوادلوب         | فرنسا    | الكاريبي        | 1٬710         | 425٬700   | 50٫5                                                          | لا                             | لا         |
| ماديرا          | البرتغال | المحيط الأطلسي  | 795           | 244٬800   | 94٫9                                                          | نعم                            | نعم        |
| تجمع سان مارتين | فرنسا    | الكاريبي        | 52            | 25٬000    | 61٫9                                                          | لا                             | لا         |
| مارتينيك        | فرنسا    | الكاريبي        | 1٬080         | 383٬300   | 75٫6                                                          | لا                             | لا         |
| مايوت           | فرنسا    | المحيط الهندي   | 374           | 212٬645   |                                                               | لا                             | لا         |
| لا ريونيون      | فرنسا    | المحيط الهندي   | 2٬512         | 837٬868   | 61٫6                                                          | لا                             | لا         |

## التغييرات في العضوية

تطور الدول الأعضاء في المجموعات الأوروبية (أزرق سماوي) والاتحاد الأوروبي (أزرق غامق).

### التوسعات
وفقًا لشروط كوبنهاغن، فإن العضوية في الاتحاد الأوروبي متاحة لأي دولة أوروبية تتمتع بديمقراطية ليبرالية مستقرة وذات سوق حرة وتحترم سيادة القانون وحقوق الإنسان. علاوة على ذلك، يجب أن تكون مستعدة لقبول جميع التزامات العضوية، مثل اعتماد جميع القوانين المتفق عليها مسبقًا (170.000 صفحة من المكتسبات المجتمعية ‏) والتحول إلى اليورو. لكي تنضم دولة إلى الاتحاد الأوروبي، يلزم الحصول على موافقة مسبقة من جميع الدول الأعضاء الحاليين. بالإضافة إلى التوسع عن طريق إضافة دول جديدة، يمكن للاتحاد الأوروبي أيضًا التوسع من خلال دمج أقاليم الدول الأعضاء التي تقع خارج الاتحاد الأوروبي (على سبيل المثال تفكك جزر الأنتيل الهولندية).

### تعليق العضوية
لا يوجد نص لطرد دولة عضو، ولكن المادة السابعة من معاهدة الاتحاد الأوروبي تنص على تعليق بعض الحقوق. تم الإشارة إلى التعليق في معاهدة أمستردام، حيث نصت المادة السابعة على أنه إذا انتهك عضو ما باستمرار المبادئ التأسيسية للاتحاد الأوروبي (الحرية والديمقراطية وحقوق الإنسان وما إلى ذلك، الموضحة في المادة 2 من معاهدة الاتحاد الأوروبي) ، فيمكن للمجلس الأوروبي التصويت لتعليق أي حقوق للعضوية، كالتصويت والتمثيل. يتطلب تحديد الخرق الإجماع (باستثناء الدولة المعنية)، لكن العقوبات لا تتطلب سوى أغلبية.
تبقى الدولة المعنية ملزمة بتنفيذ المعاهدات، ويجوز للمجلس من خلال الأغلبية تغيير هذه العقوبات أو رفعها. تضمنت معاهدة نيس آلية وقائية يمكن للمجلس بموجبها بأغلبية الأصوات تحديد انتهاك محتمل وتقديم توصيات إلى الدولة لتصحيحه قبل اتخاذ إجراءات ضدها وفق المذكور أعلاه. ومع ذلك، لا يوجد في المعاهدات أي آلية لطرد دولة عضو بشكل مباشر.

### الانسحاب
قبل معاهدة لشبونة لم يكن هناك نص أو إجراء في أي من معاهدات الاتحاد الأوروبي لانسحاب دولة عضو من الاتحاد الأوروبي أو المنظمات السابقة له. تضمنت معاهدة لشبونة أول حكم وإجراء يسمح لدولة عضو بمغادرة الاتحاد. تم تحديد الإجراء الخاص بمغادرة الدولة في المادة 50 من معاهدة الاتحاد الأوروبي والتي توضح أيضًا أنه "يجوز لأي دولة عضو أن تقرر الانسحاب من الاتحاد وفقًا لمتطلباتها الدستورية الخاصة". على الرغم من أن المادة 50 تدعو إلى انسحاب تفاوضي بين الدولة المنفصلة وبقية الاتحاد، ولكن في حال لم يتم التوصل إلى اتفاق بعد عامين من إخطار الدولة المنفصلة بنيتها بالمغادرة، فإنها لن تعود ملتزمة بالخضوع للمعاهدات على أي حال (وبالتالي ضمان الحق في الانسحاب من جانب واحد). لا يوجد حد رسمي لمقدار الوقت الذي يمكن أن تستغرقه دولة عضو بين تبني سياسة الانسحاب، وبين تفعيل المادة 50.
تنفيذاً لوعودها الانتخابية، أقامت المملكة المتحدة استفتاء غير ملزم حول استمرار المملكة في الاتحاد الأوروبي وذلك في يونيو 2016 كانت نتيجته رغبة موطني المملكة المتحدة بالانسحاب من الاتحاد الأوروبي. أطلقت حكومة المملكة المتحدة المادة 50 في 29 مارس 2017. بعد فترة طويلة من المفاوضات والنقاش السياسي الداخلي، انسحبت المملكة المتحدة في نهاية المطاف من الاتحاد الأوروبي في 31 يناير 2020، لتختتم المرحلة الأولى من عملية انسحاب بريطانيا من الاتحاد الأوروبي.
لم تصوت أي دولة عضو على الانسحاب قبل العام 2016. ومع ذلك، لم تعد كلاً من المستعمرة الفرنسية في الجزائر وجرينلاند وسان بارتيلمي جزءًا من الاتحاد الأوروبي (أو سلفه) في 1962 و 1985 و 2012 على التوالي. تمت مناقشة وضع جرينلاند خارج الاتحاد الأوروبي بينما لا تزال خاضعة لدولة عضو في الاتحاد الأوروبي كنموذج لمناطق في المملكة المتحدة تؤيد البقاء ضمن الاتحاد الأوروبي أو سوقه الموحدة.
إلى جانب الانسحاب الرسمي لدولة عضو، هناك عدد من حركات الاستقلال مثل كاتالونيا أو فلاندرز والتي يمكن أن تؤدي إلى وضع مشابه لجرينلاند. إذا كانت أراضي دولة عضو تنفصل ولكنها ترغب في البقاء في الاتحاد الأوروبي، يزعم بعض الدارسين أنها ستحتاج إلى إعادة تقديم طلب للانضمام كما لو كانت دولة جديدة تتقدم من الصفر. ومع ذلك، تزعم دراسات أخرى أن التوسيع الداخلي قابل للتطبيق قانونيًا إذا كانت الدول الناتجة، في حالة حل دولة عضو أو انفصالها، تعتبر دول خلف.
حتى نهاية العام 2022، المملكة المتحدة هي الدولة العضو السابقة الوحيدة. بدأت حكومة المملكة المتحدة رسميًا عملية انسحاب المملكة المتحدة من الاتحاد الأوروبي في 29 مارس 2017 من خلال تفعيل المادة 50 من معاهدة الاتحاد الأوروبي، بعد استفتاء يونيو 2016. كان الانسحاب مقررًا في القانون في 29 مارس 2019. بعد ذلك حصلت المملكة المتحدة على عدد من تمديدات المادة 50 لينتهي آخر تمديد في 31 يناير 2020. صادق برلمان المملكة المتحدة على اتفاقية الانسحاب في 23 يناير 2020 بينما صادق البرلمان الأوروبي عليها في 29 يناير 2020. حيث غادرت المملكة المتحدة الاتحاد الأوروبي رسمياً في 31 يناير 2020 الساعة 23:00 بتوقيت جرينتش، منهيةً 47 عامًا من العضوية.

## التمثيل

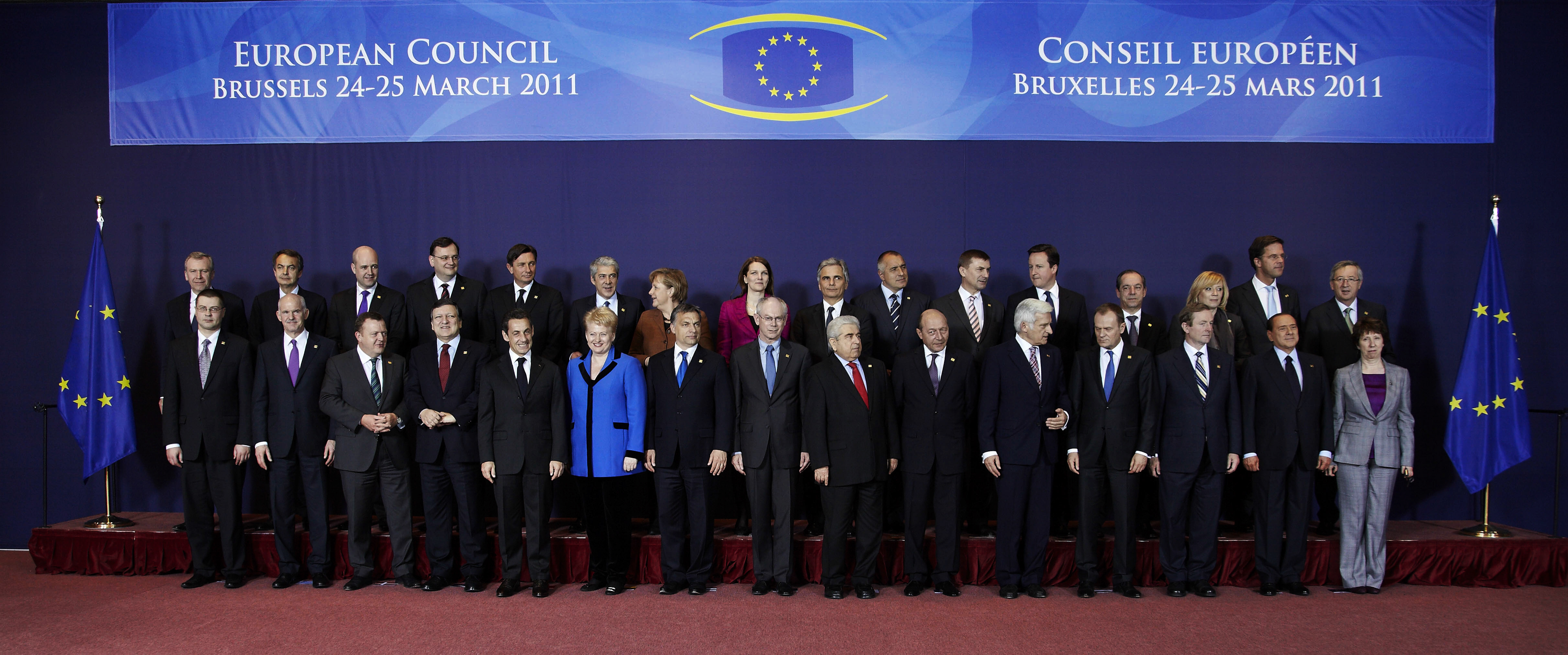
صورة للمجلس الأوروبي عام 2011، والذي يضم رؤساء دول أو حكومات الدول الأعضاء، جنبًا إلى جنب مع رئيس المجلس الأوروبي ورئيس المفوضية الأوروبية

لكل دولة تمثيل في مؤسسات الاتحاد الأوروبي. تمنح العضوية الكاملة حكومة دولة عضو مقعدًا في مجلس الاتحاد الأوروبي والمجلس الأوروبي. عندما لا يتم اتخاذ القرارات بالإجماع، فإن التصويت بالأغلبية (الذي يتطلب أغلبية من عدد الدول والسكان الذين يمثلونهم، ولكن أقلية معارِضة كافية يمكن أن تستخدم حق النقض ضد الاقتراح). يتم التناوب على رئاسة مجلس الاتحاد الأوروبي بين كل دولة من الدول الأعضاء، مما يتيح لكل دولة ستة أشهر للمساعدة في توجيه جدول أعمال الاتحاد الأوروبي. وبالمثل، يتم تخصيص مقاعد في البرلمان لكل دولة وفقًا لعدد سكانها (تتلقى الدول الأصغر عددًا أكبر من المقاعد لكل مواطن من الدول الأكبر). يتم انتخاب أعضاء البرلمان الأوروبي بالاقتراع العام منذ العام 1979 (قبل ذلك كان يتم اختيارهم من البرلمانات الوطنية).
تعيّن الحكومات الوطنية عضوًا واحدًا في كل من المفوضية الأوروبية ومحكمة العدل الأوروبية ومحكمة المدققين الأوروبية. يجب تأكيد المفوضين المرشحين من قبل كل من رئيس المفوضية والبرلمان الأوروبي؛ يجب تأكيد القضاة المرشحين من قبل الأعضاء الحاليين. تاريخيًا، مُنحت الدول الأعضاء الأكبر حجم تفويض إضافي، ولكن مع توسع الاتحاد تم إلغاء هذا الحق وتمثيل كل الدول على قدم المساواة. كما يتم منح أكبر ست دول محامون عامون في محكمة العدل. أخيرًا، يضم مجلس إدارة البنك المركزي الأوروبي محافظي البنوك المركزية الوطنية (الذين قد يتم أو لا يتم تعيينهم من قبل الحكومة) في كل دولة من دول منطقة اليورو.
تتمتع الدول الأكبر حجمًا تقليديًا بوزن أكبر في المفاوضات، ولكن يمكن للدول الأصغر أن تكون وسطاء فاعلين محايدين، وغالبًا ما يتم تعيين مواطني الدول الأصغر في مناصب عليا حساسة لتجنب المنافسة بين الدول الأكبر. هذا، إلى جانب أن التمثيل غير المتكافئ للدول الأصغر من حيث الأصوات والمقاعد في البرلمان، يمنح دول الاتحاد الأوروبي الأصغر قوة تأثير أكبر مما يُنسب عادةً إلى دولة بحجمها. ومع ذلك، لا تزال الدول الكبرى تهيمن على معظم المفاوضات. كان هذا إلى حد كبير من خلال "المحرك الفرنسي الألماني" ولكن التأثير الفرنسي الألماني تضاءل قليلاً بعد إضافة أعضاء جدد في عام 2004

## السيادة
في حين أن الدول الأعضاء ذات سيادة، فإن الاتحاد يتبع جزئيًا نظامًا فوق وطني لتلك الوظائف المتفق عليها بموجب المعاهدة ليتم تقاسمها. ("تظل الاختصاصات التي لم تُمنح للاتحاد في المعاهدات مع الدول الأعضاء"). كانت هذه الممارسة، التي كانت مقتصرة في السابق على مسائل الجماعة الأوروبية، تُعرف باسم "طريقة المجتمع"، وتُستخدم حاليًا في العديد من مجالات السياسة. يتم تفويض السيادة المشتركة من قبل كل دولة عضو إلى المؤسسات مقابل الحصول على تمثيل للدولة العضو في تلك المؤسسات. غالبًا ما يشار إلى هذه الممارسة باسم "تجميع السيادة". يتم بعد ذلك تمكين هذه المؤسسات لسن القوانين وتنفيذها على المستوى الأوروبي.
إذا فشلت دولة ما في الامتثال لقانون الاتحاد الأوروبي، فقد يتم تغريمها أو سحب التمويل منها.
على النقيض من بعض المنظمات الدولية، فإن أسلوب التكامل في الاتحاد الأوروبي كاتحاد دول لا يؤكد على السيادة أو الفصل بين الشؤون الداخلية والشؤون الخارجية وأصبح نظامًا متطورًا للغاية للتدخل المتبادل في الشؤون الداخلية لبعضهم البعض. ومع ذلك، في قضايا الدفاع والسياسة الخارجية (وما قبل معاهدة لشبونة، والمسائل المتعلقة بالشرطة والقضاء) يتم نقل القليل من السيادة، حيث يتم التعامل مع القضايا بالإجماع والتعاون. في وقت مبكر جدًا من تاريخ الاتحاد الأوروبي.
تخضع مسألة ما إذا كان قانون الاتحاد أعلى من قانون الدولة ‏ لبعض النقاش. لا تضم المعاهدات حكماً بشأن هذه المسألة، لكن قرارات المحاكم أقرت تفوق قانون الاتحاد الأوروبي على القانون الوطني وتم تأكيده في إعلان مرفق بمعاهدة لشبونة (كان من الممكن أن يكرس الدستور الأوروبي المقترح ذلك بالكامل). تقبل الأنظمة القانونية في بعض الدول صراحة تفسير محكمة العدل، مثل فرنسا وإيطاليا، لكن في بولندا وألمانيا لا يتعدى هذا التفسير دستور الدولة. جميع المجالات التي لم تمنح فيها السيادة للاتحاد صراحة تبقى مع الدول الأعضاء.

## التكامل متعدد السرعات
تكامل الاتحاد الأوروبي ليس دائمًا متماثلًا، حيث تمضي بعض الدول في التكامل قبل بعضها الآخر. هناك عدة أشكال مختلفة من التكامل الوثيق داخل وخارج الإطار العادي للاتحاد الأوروبي. تتمثل إحدى الآليات في التعاون المعزز حيث يمكن لتسع دول أو أكثر استخدام هياكل الاتحاد الأوروبي للتقدم في مجال لا ترغب جميع الدول في المشاركة فيه. حصلت بعض الدول على استثناءات ضمن المعاهدات التأسيسية من المشاركة في مجالات سياسية معينة.

## الأنظمة السياسية

جمهورية رئاسية
جمهورية شبه رئاسية
جمهورية برلمانية
ملكية دستورية برلمانية

قبول دولة جديدة في الاتحاد يقتصر على الديمقراطيات الليبرالية وفريدم هاوس يصنف جميع دول الاتحاد الأوروبي على أنها ديمقراطيات انتخابية حرة تماماً. تم تصنيف جميع الدول الأعضاء باستثناء 4 منها في أعلى تصنيف 1.0. ومع ذلك، فإن النظام السياسي الدقيق للدولة ليس مقيدًا، حيث يكون لكل دولة نظامها الخاص بناءً على تطورها التاريخي.
أكثر من نصف الدول الأعضاء (15 من 27)هي جمهوريات برلمانية، بينما ست دول هي ملكيات دستورية، مما يعني أن لديها ملك أو ملكة على الرغم من أن السياسيين المنتخبين يمارسون السلطات السياسية. تعمل معظم الجمهوريات وجميع الملكيات بنظام برلماني حيث يكون لرأس الدولة (رئيس أو ملك) دور احتفالي إلى حد كبير مع سلطات احتياطية ‏. وهذا يعني أن معظم السلطة في أيدي من يسمون في معظم تلك البلدان رئيس الوزراء، وهو مسؤول أمام البرلمان الوطني. من بين الجمهوريات المتبقية، هناك خمس جمهوريات تعمل بنظام شبه رئاسي، حيث يتم يتم تقاسم الاختصاصات بين الرئيس ورئيس الوزراء، بينما تطبق جمهورية واحدة فقط نظامًا رئاسيًا، حيث يكون الرئيس هو رأس الدولة ورئيس الحكومة.
يختلف الهيكل البرلماني في الدول الأعضاء، حيث هناك 15 برلمانًا وطنيًا مكون من مجلس واحد و 12 برلمانًا مكون من مجلسين. عادة ما يكون رئيس الوزراء والحكومة مسؤولين مباشرة أمام المجلس الأدنى المنتخب مباشرة ويحتاجون إلى دعمه للبقاء في المنصب باستثناء قبرص وفرنسا. تتكون المجالس العليا بشكل مختلف في الدول الأعضاء المختلفة، بعضها يتم انتخابه بشكل مباشر مثل مجلس الشيوخ البولندي أو بشكل غير مباشر، على سبيل المثال من قبل الهيئات التشريعية الإقليمية مثل المجلس الاتحادي للنمسا؛ أو غير منتخب إلا أنه يمثل مجموعات مصالح معينة مثل مجلس سلوفينيا الوطني. جميع الانتخابات في الدول الأعضاء تستخدم أحد أشكال أشكال التمثيل النسبي. ومن أكثر أنواع التمثيل النسبي استخداماً هو نظام القائمة الحزبية.
هناك أيضًا اختلافات في مستوى الحكم الذاتي للمناطق الفرعية لدولة عضو. معظم الدول، وخاصة الأصغر منها، هي دول مركزية. بمعنى أن كل القوى السياسية الرئيسية تتركز على المستوى الوطني. 9 دول تخصص السلطة لمستويات حكومية محلية أكثر. النمسا وبلجيكا وألمانيا هي دول فيدرالية بالكامل، بمعنى أن مناطقها تتمتع باستقلال دستوري. الدنمارك وفنلندا وفرنسا وهولندا هي فيدراليات، مما يعني أن بعض المناطق تتمتع بالحكم الذاتي ولكن معظمها لا يتمتع بالحكم الذاتي. تمتلك إسبانيا وإيطاليا أنظمة نقل السلطة حيث تتمتع المناطق بالحكم الذاتي، لكن الحكومة الوطنية تحتفظ بالحق القانوني في إلغائه.
دول مثل فرنسا لديها عدد من أقاليم ما وراء البحار، تم الاحتفاظ بها من إمبراطورياتها السابقة.

## أنظر أيضاً
- عملات الاتحاد الأوروبي
- اقتصاد الاتحاد الأوروبي
- توسيع الاتحاد الأوروبي
- المنطقة الاقتصادية الأوروبية
- تاريخ الاتحاد الأوروبي
- الدول الصغيرة والاتحاد الأوروبي
- التوسيع المستقبلي المرتقب للاتحاد الأوروبي
- أقاليم ذات عضوية خاصة في الاتحاد الأوروبي
- عضوية المملكة المتحدة في الاتحاد الأوروبي
- الدول الأعضاء لحلف الناتو